# Volcán Miravalles
El volcán Miravalles es un estratovolcán complejo, situado en Costa Rica 15 kilómetros al norte de la ciudad de Bagaces, en la Zona Protectora Miravalles. Posee una altitud de 2.028 m s. n. m., es la cumbre más alta de la Cordillera Volcánica de Guanacaste. Su cima presenta un cráter semidestruido e inactivo y se pueden detectar hasta 6 aparatos volcánicos, 5 de ellos alineados en dirección NE-SE. En sus alrededores, hay otros conos conocidos, como los de La Giganta (1490 m s. n. m.), Espíritu Santo (979 m s. n. m.) y Gota Fría (1082 m s. n. m.). Su caldera se formó como consecuencia de varias erupciones masivas de flujo piroclástico entre 0,6 y 1,5 millones de años atrás.
En 2019 se crea el Parque nacional Miravalles-Jorge Manuel Dengo a su alrededor. 

## Toponimia
El nombre original del volcán era Cuipilapa, palabra náhuatl que significa río de varios colores, y era un término que utilizaron los indígenas para llamar a los macizos montañosos. Después cambió a Miravalles por el nombre de una hacienda de don Crisanto Medina, vecino de la zona.

## Clima
El clima en esta región tiene temperaturas que oscilan entre los 15 °C (59 °F) y los 32 °C (90 °F), en sus cumbres oscila entre los 6 °C y 9 °C; y su precipitación anual promedio es de 3500 mm (140 pulgadas). En la zona de las llanuras el índice de precipitación anual oscila entre los 1.500 y los 2.500 mm, con una temperatura promedio de 29 °C.

## Geomorfología

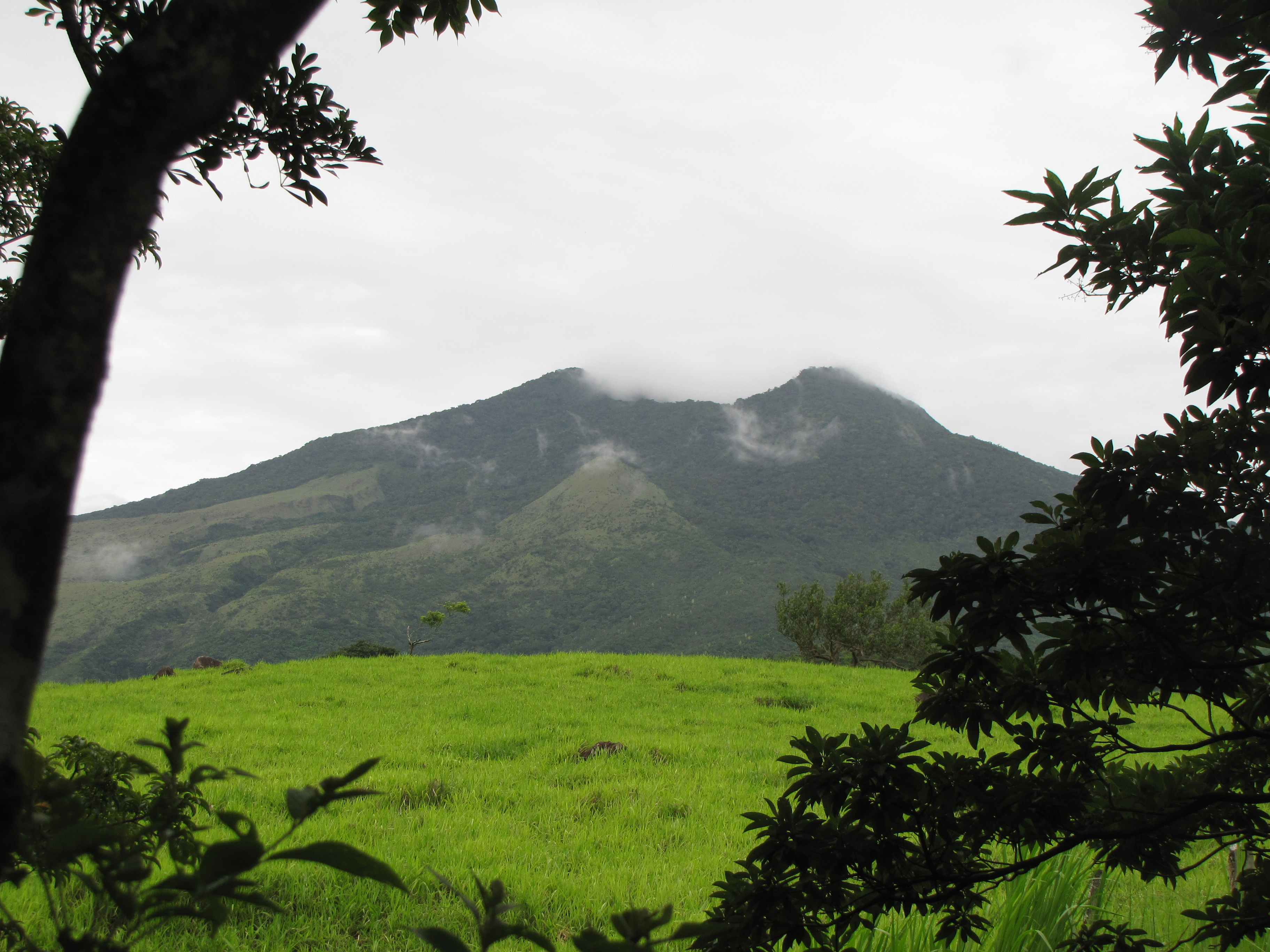

Constituye varios estratovolcanes y conos menores superpuestos, que han migrado hacia el suroeste, siendo el más antiguo el volcán ubicado al noreste, llamado informalmente volcán Zapote o Peleo-Miravalles. Todo el macizo del Miravalles, se edificó sobre una sucesión de colapsos caldericos (grandes erupciones que destruyeron y volvieron a reconstruir el edificio volcánico, en una sucesión de eventos a lo largo de un millón de años). El borde calderico más antiguo es la llamada caldera de Guayabo, cuyos restos son los cerros La Montañosa, Mogote, Espíritu Santo y Gota de Agua. Otro resto caldérico más joven son los restos de los cerros La Giganta y Cabro Muco.

## Geología
Varios edificios volcánicos se superponen, en una secuencia eruptiva a lo largo de un millón de años. Las coladas de lava abundan, pero también hay niveles explosivos representados por rocas piroclásticas, y grandes derrumbes volcánicos. Los depósitos de pómez que circundan el complejo eruptivo, son el producto de grandes explosiones relacionadas con colapsos caldéricos, de antiguos volcanes, actualmente destruidos.

## Actividad volcánica
El volcán no ha registrado actividad eruptiva en tiempos históricos. De la actividad explosiva reciente correspondiente a los últimos miles de años, no se tienen registros geológicos; los más cercanos datan de unos 7000 años atrás, con la generación de un gran derrumbe volcánico y un depósito de pómez por una explosión lateral. El 14 de septiembre de 1946, hubo una pequeña explosión freática hidrogeotérmica en el flanco suroeste del volcán (en el campo de las hornillas), consecuencia de la existencia de fluidos geotérmicos en el suelo. El Miravalles presenta en la actualidad importante actividad secundaria: salida de gases, solfataras, fumarolas, volcancitos o batideros de lodo, piletas de barro hirvientes y fuentes termales en su flanco oeste y suroeste. Existe sismicidad relacionada con la tectónica local (muchos sistemas de fallamiento).
En el área se desarrolla el Proyecto Geotérmico Miravalles para la generación de energía eléctrica de origen geotérmico. Debido a la alta actividad hidrotermal, el Instituto Costarricense de Electricidad (ICE), instauró en la zona el proyecto, donde se genera electricidad mediante el vapor que emana del volcán y mueve unas gigantescas turbinas que generan electricidad. Además, en la zona existe un importante potencial eólico y solar que es aprovechado por el ICE, y empresas privadas para la generación de energías limpias.